# Nocloa pallens
Nocloa pallens là một loài bướm đêm trong họ Noctuidae.